# RTL (Мађарска)
RTL (раније RTL Klub) је мађарска телевизијска станица са седиштем у Будимпешти. Налази се у власништву предузећа RTL Group.